# Phoradendron loretoi
Phoradendron loretoi är en sandelträdsväxtart som beskrevs av Kuijt. Phoradendron loretoi ingår i släktet Phoradendron och familjen sandelträdsväxter. Inga underarter finns listade i Catalogue of Life.